# Filipov (Jiříkov)

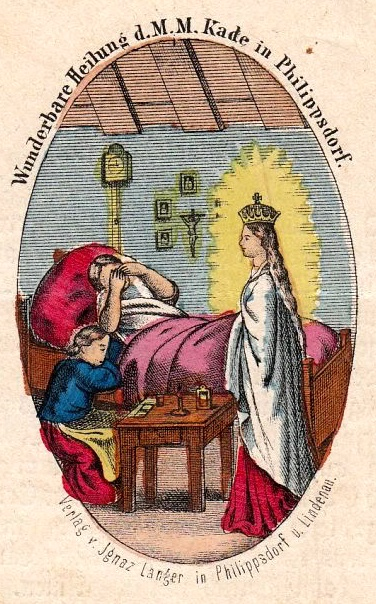
Die Marienerscheinung in Filipov (Philippsdorf), 1866; zeitgenössisches Andachtsbild

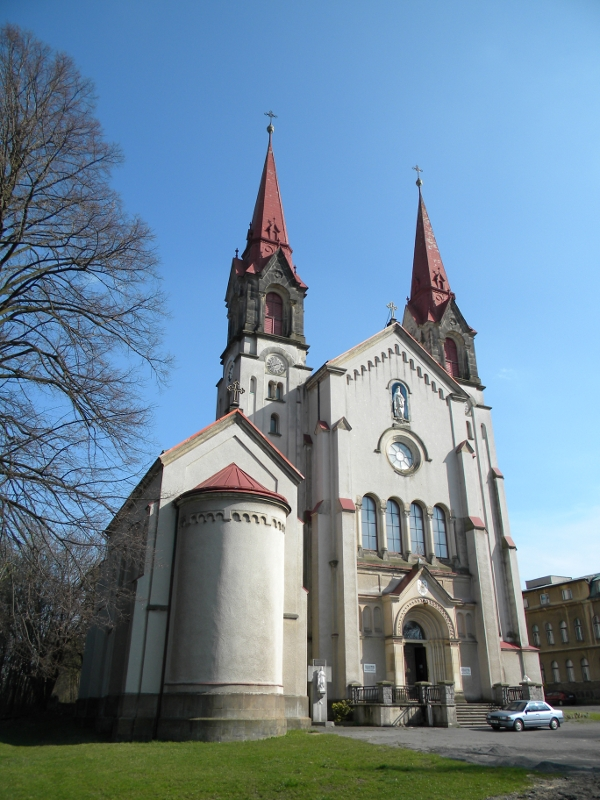
Wallfahrtskirche

Filipov (deutsch Philippsdorf) ist ein Ortsteil der Stadt Jiříkov in Tschechien. Er liegt unmittelbar westlich von Neugersdorf an der Grenze zu Deutschland und gehört zum Okres Děčín. Das Dorf ist ein bedeutender Marienwallfahrtsort.

## Geographie

### Geographische Lage
Filipov befindet sich linksseitig der Spree im Norden des Böhmischen Niederlands an der Grenze zur Oberlausitz in Sachsen. Nördlich erhebt sich der Schlechteberg (485 m), südwestlich die Skalka (Töppelberg, 427 m) und im Süden die Vyhlídka (Butterberg, 453 m) und der Hutungsberg (474 m) mit dem Bismarckturm.

### Nachbargemeinden
Nachbarorte sind die Ebersbacher Ortsteile Spreedorf im Norden und Oberland im Nordosten, Neugersdorf im Osten, Horní Jindřichov und Rumburk im Süden, Aloisov und Jánské Údolí im Südwesten, Nový Jiříkov im Westen sowie Jiříkov und Loučné im Nordwesten.

## Geschichte
Philippsdorf wurde 1681 auf den Fluren des Vorwerkshofes Georgswalde gegründet. Der vom Bauernaufstand im Schluckenauer Zipfel betroffene Hof war im Jahr zuvor durch den Besitzer der Herrschaft Schluckenau, Philipp Sigismund von Dietrichstein, aufgeteilt worden. Um die Rekatholisierung in der seit 1540 protestantischen Gegend zu beschleunigen, siedelte der Katholik in dem neuen Dorf 50 katholische Familien aus seiner südmährischen Herrschaft Nikolsburg an. Die entlang des Baches Schnauder (Šnaudry) angelegte Ansiedlung bestand 1731 aus 63 Häusern. 1736 war sie auf 68 angewachsen. Während des Bayerischen Erbfolgekrieges war 1778 in Philippsdorf ein ganzes Regiment einquartiert.
Nach der Aufhebung der Grundherrschaften wurde 1849 der Anschluss der Dörfer Neu Georgswalde, Wiesenthal und Philippsdorf an den Markt Alt Georgswalde angeordnet. Nach dem 1850 vollzogenen Zusammenschluss bildete Philippsdorf einen Ortsteil der Marktgemeinde Georgswalde im Gerichtsbezirk Schluckenau bzw. in der Bezirkshauptmannschaft Schluckenau. 1866 soll sich im Dorf eine Wunderheilung durch das Erscheinen der Muttergottes am Bett der armen, kranken Weberstochter Magdalena Kade ereignet haben. Hierauf errichteten die Borromäerinnen 1868 ein Kloster mit Kapelle.
1884 entstand neben der Kapelle ein Kloster der Redemptoristen und mit Unterstützung von Kaiser Franz Joseph I., der 1500 Gulden spendete, wurde die Wallfahrtskirche Maria-Hilf-Basilika erbaut und 1886 geweiht. Philippsdorf war der einzige Marienverehrungsort, der im 19. Jahrhundert in Böhmen neu eingerichtet wurde.
Im Jahr 1892 entstand eine Zollstation. 1897 wurde Philippsdorf nach langjährigem Kampf selbstständige Gemeinde im Königreich Böhmen. Zu dieser Zeit verdiente sich ein großer Teil der Einwohner den Lebensunterhalt in den Textilfabriken von Neugersdorf. Zu den Prozessionen kamen bis zu 6000 Menschen in den Ort und so entstanden in Philippsdorf, das den Beinamen böhmisches Lourdes erhielt, 16 Gasthäuser und Hotels. Bis 1911 war die Einwohnerschaft auf 2260 angewachsen, darunter waren 50 Tschechen.
1926 wurde die Marienerscheinung von Papst Pius XI. anerkannt, die Kirche zur Basilica minor erhoben. Im Jahr 1930 lebten in der Gemeinde 2108 Menschen. Nach dem Münchner Abkommen wurde Philippsdorf 1938 dem Deutschen Reich zugeschlagen und gehörte zunächst zum Landkreis Schluckenau. 1939 lebten in den 234 Häusern des Dorfes 1914 Einwohner. Zum 1. Mai 1939 wurde Philippsdorf in dem Landkreis Rumburg umgegliedert. Nach dem Ende des Zweiten Weltkrieges kam Filipov zur Tschechoslowakei zurück und in den Jahren 1945/1946 wurden die deutschen Einwohner vertrieben und Tschechen angesiedelt. 1948 wurde der Vorsteher des Redemptoristenklosters Pater Šimanovský verhaftet und die Kirche geschlossen. Im selben Jahr verlor Filipov auch seine Selbständigkeit und wurde nach Jiříkov eingemeindet. In der nachfolgenden Zeit war eine weitere Entwicklung des Dorfes auch dadurch verhindert, dass es wegen seiner Grenznähe in einer Bauverbotszone lag. Mit Beginn des Jahres 1961 erfolgte die Auflösung des Okres Rumburk und Filipov kam zum Okres Děčín. Nach der Samtenen Revolution erlangte Filipov wieder Bedeutung als katholischer Wallfahrtsort. Jährlich wird auch eine Kirmes gefeiert. 1991 hatte der Ort 459 Einwohner. Im Jahr 2001 bestand das Dorf aus 123 Häusern, in denen 447 Menschen lebten.

## Kultur und Sehenswürdigkeiten
- Wallfahrtskirche der Hilfreichen Jungfrau Maria, geweiht am 11. Oktober 1886, wurde 1926 durch Pius XI. zur Basilica minor erhoben. Vorangegangen war die „Marienerscheinung“ der Magdalena Kade im Jahr 1866.
- Kloster der Redemptoristen, errichtet 1884